# رابطة المعماريين الجدد

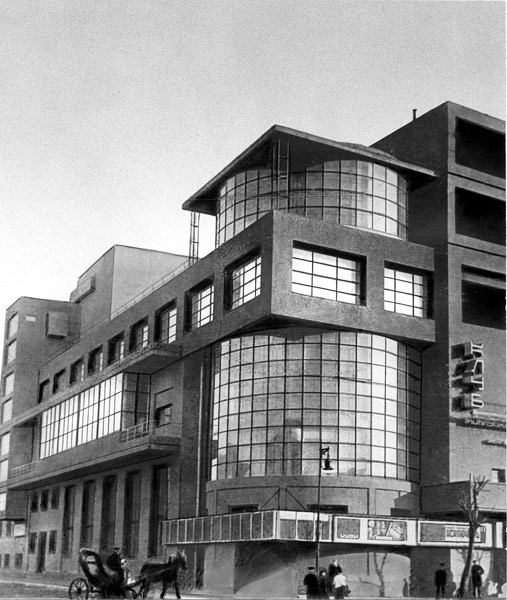
مبنى نادي زويف، موسكو (1926) للمعمار غولوسوف.

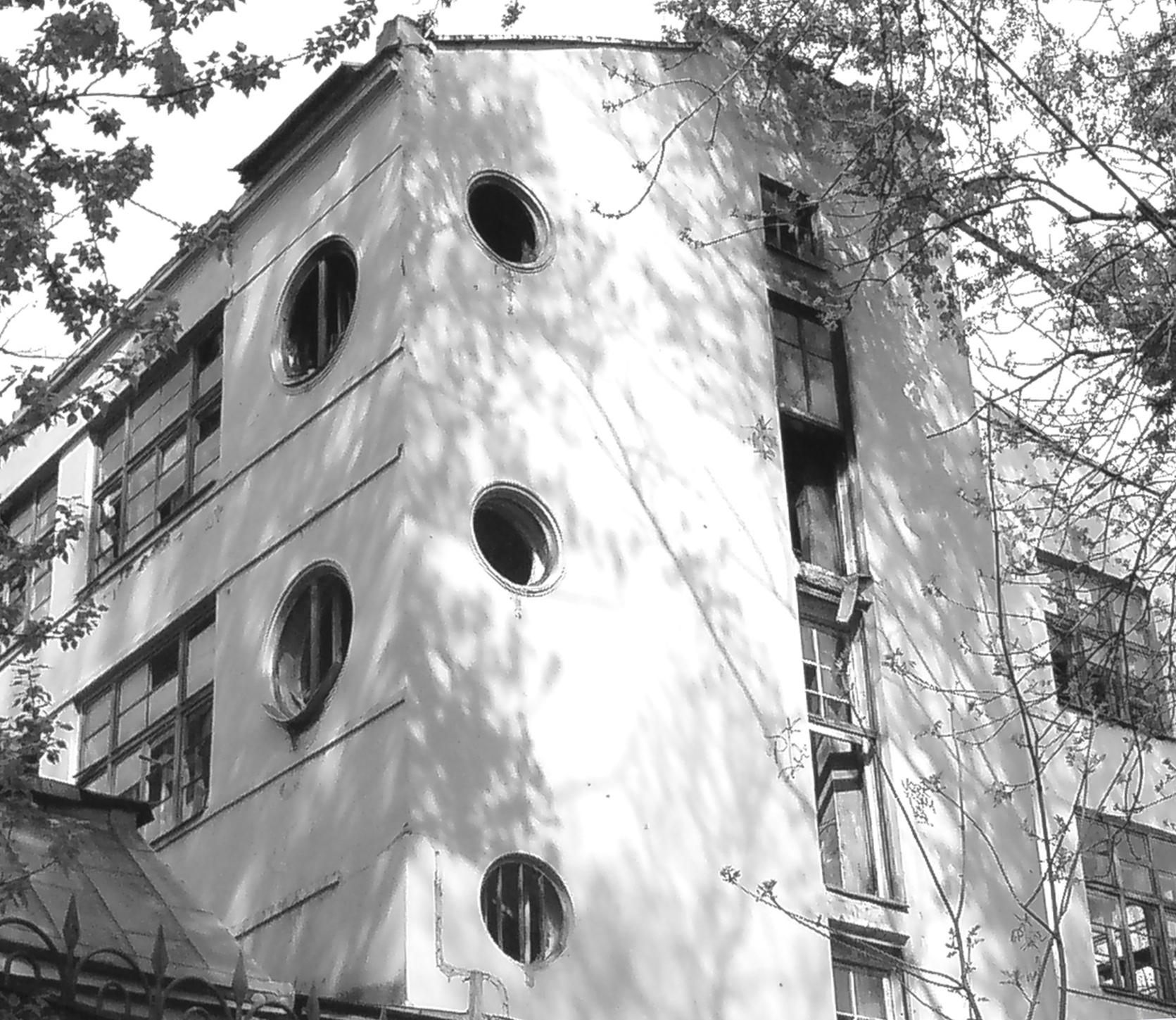
مبنى مطبعة أوغونيوك للمعمار إل ليسيتزكي.

رابطة المعماريين الجدد (بالروسية: Ассоциация новых архитекторов ؛ بالإنجليزية: Association of New Architects أو اختصارا ASNOVA) هي رابطة معمارية أسسها المعمار الروسي نيكولاي لادوفيسكي عام 1921. نشطت في الإتحاد السوفييتي في فترة العشرينات والثلاثينات من القرن العشرين، وكانت تُعرف ب«العقلانية» بين العامة. كانت تُعتبر من مدارس العمارة الريادية في روسيا، حيث كان الاتحاد السوفييتي بعد الحرب الأهلية الروسية مباشرة، مفتقر إلى حد كبير إلى هيئات تنفذ مشاريع لأبنية جديدة.
كانت طرق ومناهج التدريس فيها وظيفية وفنتازية، عاكسة الاهتمام بعلم النفس الغشتالتي، والتي قادت إلى تجارب جريئة في الأشكال مثل مطعم Simbirchev الزجاجي المعلق. وقد كانت المشاريع في روسيا بالفترة المممتدة بين 1923 - 1935 قد اظهرت اصالة وطموح هذه المجموعة الجديدة. وعلى الرغم من وجود اختلافات شكلية ميزت هذا الإتجاه العقلاني عن الإتجاه المعماري السائد في روسيا آنذاك - وهو المدرسة البنائية، إلاّ أن كلا الاتجاهين خدما قضية واحدة، وهي تعزيز طروحات العمارة الحديثة وتكريس قيمها في النشاط البنائي المعماري لروسيا السوفيتية، فالاختلاف بين الاتجاهين كان محصورا في نوعية المنطلقات التكوينية، وأشكالها.
وتعتبر محاولة المعمار إيليا غولوسوف في مشروعه المنفذ (نادي زويف) في موسكو، إحدى المحاولات الجريئة في هذا السبيل، إذ جاءت تشكيلات فراغات المبنى بحجوم مكعبة وأخرى أسطوانية مع استخدام كثيف للزجاج في أسطح الجدران كما أكسب المعمار مسقط مبناه الأفقي قابلية التغيير وإمكانية التحويل. تم حل الرابطة في عام 1932 إسوةً بالعديد من الرابطات والجمعيات الفنية في روسيا.